# 丹参白花变型
丹参白花变型（学名：Salvia miltiorrhiza f. alba）为唇形科鼠尾草属丹参下的一个变型。